# Winthrop Rockefeller
Winthrop Rockefeller (New York, 1º maggio 1912 – Palm Springs, 22 febbraio 1973) è stato un politico statunitense.

## Biografia
È stato il 37º governatore dell'Arkansas, carica che ha ricoperto dal gennaio 1967 al gennaio 1971. È stato il primo rappresentante del Partito Repubblicano a ricoprire questo ruolo dai tempi della Ricostruzione.